# التفجير الانتحاري في نواكشوط 2009
وقع التفجير الانتحاري في نواكشوط عاصمة موريتانيا في 8 أغسطس 2009، قريبا من سفارة فرنسا. وكانت هذه أول حالة تفجير انتحاري في تاريخ موريتانيا. وأسفر التفجير عن مقتل الجاني وإصابة ثلاثة أشخاص.
ووقع الهجوم بعد ثلاثة أسابيع من إعلان محمد ولد عبد العزيز فوزه في الانتخابات الرئاسية الموريتانية لعام 2009 المتنازع عليها. وتم تنصيبه في 5 أغسطس / آب 2009، قبل ثلاثة أيام فقط من تفجير نواكشوط.

## خلفية
شهدت موريتانيا سلسلة من الهجمات الإرهابية ضد المصالح الغربية في السنوات الأخيرة. حيث تم اختطاف أربعة سائحين فرنسيين وقتلهم في عام 2007 . وفي 23 يونيو 2009 قُتل المدرس الأمريكي كريستوفر لوجست في هجوم في نواكشوط. وأعلنت جماعة تنظيم القاعدة في بلاد المغرب الإسلامي الإرهابية مسؤوليتها عن الهجومين.

## هجوم
بحسب ما ورد كان المهاجم، وهو شاب يرتدي الزي المحلي (الفضفاضة)، وهو لباس تقليدي للرجال شائع في موريتانيا ومناطق أخرى من غرب إفريقيا. وكان الانتحاري يرتدي حزاما ناسفا.
فجر الرجل نفسه على الرصيف بين السفارة الفرنسية والسفارة الليبية قرابة الساعة 7:00 مساءً بالتوقيت المحلي. وبينما كانت السفارتان بالقرب من التفجير الانتحاري، كان الهدف بوضوح السفارة الفرنسية. إلا أن الانفجار لم يلحق بها أضرارا.
تم نقل اثنين من موظفي السفارة الفرنسية، إثر إصابتهما إصابات طفيفة، وذلك ناجم عن ركضهما في زي شبه عسكري في مكان قريب موقع الهجوم لحظة وقوعه وقد تم نقلهما إلى المستشفى وباتا فيه طوال الليل. كما أصيب شخص آخر بجروح طفيفة في الهجوم.
وهذه هي المرة الأولى التي يقع فيها تفجير انتحاري في موريتانيا.

## تحقيق
أعلنت الحكومة الفرنسية عن تحقيق في الهجوم الإرهابي. وأصدرت ابيانا تعهدت فيه بدعم السلطات الموريتانية أثناء التحقيق الذي تقوم به هي الأخرى.
وتعرفت الشرطة الموريتانية على الانتحاري، وأعلنت أنه موريتاني من مواليد 1987. وذكرت السلطات أنه تم «تحديد الجاني رسمياً على أنه عضو في الحركة الجهادية».

## تفاعل
أدانت الخارجية الفرنسية " بشدة الهجوم.. في نواكشوط قرب السفارة الفرنسية".

The Mauritanian Ministry of Foreign and European Affairs issued a statement expressing that it, 